# Орсини, Вирджинио
Вирджи́нио Орси́ни (итал. Virginio Orsini; 13 сентября 1572, Флоренция, Великое герцогство Тосканское — 9 сентября 1615, Рим, Папская область) — аристократ из рода Орсини, 2-й герцог Браччано с 1585 по 1615 год. Кавалер ордена Золотого руна (1605). Меценат. Прототип герцога Орсино в пьесе «Двенадцатая ночь» Уильяма Шекспира.

## Биография
Родился в сентябре, вероятно 13 числа, 1572 года во Флоренции и был назван в честь своего прапрадеда Джентиле Вирджинио Орсини. Он был сыном кондотьера Паоло Джордано I Орсини, герцога Браччано и Изабеллы Медичи. По отцовской линии приходился внуком кондотьеру Джироламо Орсини, синьору Браччано, князю-ассистенту папского престола и Франческе Сфорца из рода графов Санта-Фьора. По материнской линии был внуком Козимо I Медичи, великого герцога Тосканы и Элеоноры Альварес де Толедо. С рождения носил титул маркграфа Ангвиллары.
Воспитывался у родственников при дворе во Флоренции, где получил хорошее образование. В раннем возрасте у него проявился музыкальный талант. Учителями Вирджинио были придворные композиторы Кристиано Мальвецци и Эмилио де Кавальери. Кроме музыкального, Вирджинио обладал поэтическим дарованием. Герцог был известным меценатом. При нём дворец Орсини в Риме, куда он переехал после того, как сочетался браком, стал культурным центром столицы папского государства. Гостями герцогской четы были деятели искусства, члены научных обществ и академий. В их дворце ставились спектакли.
Полный титул Вирджинио Орсини был следующим: 2-й герцог Браччано, граф Ангвиларры, синьор Тревиньяно, Черветери, Изолы, Кампаньяно, Галерии, Скрофано, Форнелло, Сан-Грегорио, Монтерано и Корезе, князь-ассистент папского престола с 1585 года, испанский гранд первого класса с 1600 года, синьор Виковаро и Барделлы, Сарачинеско и Канталупо с 1607 года, римский дворянин, неаполитанский и венецианский патриций, кавалер ордена Золотого руна с 1605 года, кавалер ордена Святого Стефана и генерал Святой Церкви.
В 1594 году в составе тосканской армии в Венгерском королевстве участвовал в войне Священной Римской империи с турками. Под его командованием находились сто аркебузиров и столько же кирасиров. В 1597—1600 годах жил во Флоренции и Риме. В 1600 году сопровождал кузину Марию Медичи в Париж на её свадьбу с королём Генрихом IV. Слава покровителя поэтов и музыкантов была одной из причин, по которой его пригласила посетить свой двор королева Елизавета I. На Рождество 1600—1601 года Вирджинио прибыл в Лондон. Его визит в протестантскую Англию вызвал недовольство Святого Престола. За время пребывания в Лондоне, с 3 по 20 января 1601 года, Вирджинио посетил королевский двор во дворце Хэмптон-корт и Тауэр. Он также присутствовал на премьере «Двенадцатой ночи», пьесы Уильяма Шекспира, при написании которой послужил автору в качестве прототипа персонажа герцога Орсино. С 1607 года и до самой смерти Вирджинио жил в Риме, где умер 9 сентября 1615 года.

### Брак и потомство
29 марта (согласно другим источникам 20 марта или 10 апреля) 1589 года Вирджинио Орсини сочетался браком с Флавией Дамашени-Перетти (1574 — 14.09.1606), дочерью римского дворянина Фабио Дамашени и римской дворянки Марии Фелиции де Миньюччи-Перетти. Супруга герцога приходилась племянницей римскому папе Сиксту V. На время заключения брака жениху шёл семнадцатый, а невесте пятнадцатый год. 8 апреля 1589 года Флавия переехала к мужу во дворец Орисини в Риме. В их браке родились четырнадцать детей:
- дон Паоло Джордано (1591 — 24.05.1646), герцог Браччано под именем Паоло Джордано II, князь-ассистент папского престола, князь Священной Римской империи с июля 1623 года, князь-консорт Пьомбино с 1624 года, в 1622 году в Риме сочетался браком с донной Изабеллой д’Аппиано д’Арагона (1577 — 10.11.1661), княгиней Пьомбино, вдовой графа Бинаско;
- дон Алессандро (1593 — 22.08.1626), кардинал-дьякон с 2 декабря 1615 года, кардинал-дьякон при церкви Санта-Мария-ин-Космедин с 11 января 1616 года, папский легат в Романье с 1621 года;
- дон Фердинандо (ум. 4.03.1660), герцог Браччано под именем Фердинанда I, князь-ассистент папского престола, князь Священной Римской империи, испанский гранд первого класса с 1646 года, герцог Сан-Джемини с 1639 года, сочетался браком с донной Джустиньяной Орсини (ум. 22.12.1663), дочерью Джованни Антонио Орсини, герцога Сан-Джемини;
- дон Козимо (ум. 1619), римский дворянин, неаполитанский и венецианский патриций, офицер в армиях Испанского королевства и Священной Римской империи, умер от чумы, не успев оставить потомства;
- дон Фердинандо, умер вскоре после рождения;
- дон Раймондо, умер вскоре после рождения;
- дон Вирджинио, римский дворянин, неаполитанский и венецианский патриций, кавалер и главнокомандующий Мальтийского ордена с 1604 года, босой кармелит с именем Иоанна Баптиста Иисуса и Марии с 1627 года, отказался от правопреемства 24 февраля 1628 года;
- донна Изабелла (1597—1623), римская дворянка, венецианская патрицианка, в 1612 году сочеталась браком с Чезаре II Гонзага, суверенным герцогом Гвасталлы;
- дон Карло (1598 — 24.07.1615), римский дворянин, неаполитанский и венецианский патриций;
- донна Мария Фелиция (12.11.1599 — 5.06.1666), римская дворянка, венецианская патрицианка, около 1615 года сочеталась браком с Генрихом II де Монморанси (1595 — 31.10.1632), герцогом Монморанси, 30 сентября 1637 года приняла монашеский постриг в монастыре визитанток в Мулене, который позднее возглавила в качестве настоятельницы;
- дон Франческо (1600 — 1.04.1667), римский дворянин, неаполитанский и венецианский патриций, паж при королевском дворе в Мадриде, с 7 июля 1627 года член Общества Иисуса, позднее возглавил новициат иезуитов в Риме;
- донна Мария Камилла (29.07.1603 — 14.03.1685), римская дворянка, венецианская патрицианка, 20 октября 1619 года в Риме сочеталась браком с доном Маркантонио II Боргезе, князем Сульмоны, с 1659 года монахиня в римском монастыре под именем Марии Виктории;
- мертворождённый младенец, появившийся в Риме 14 сентября 1606 года;
- донна Ипполита, умерла вскоре после рождения[2][3][4].

## Комментарии
1. ↑  В Биографическом словаре итальянцев говорится, что в браке Вирджинио Орсини и Флавии Дамашени-Перетти родились двенадцать детей[8].